# Dekanat Maków Podhalański
Dekanat Maków Podhalański – jeden z 45 dekanatów w rzymskokatolickiej archidiecezji krakowskiej.
Jest to jedyny dekanat archidiecezji krakowskiej, w którym nigdy nie wprowadzono posługi nadzwyczajnego szafarza Komunii Świętej. Od 2024 roku wszystkie inne dekanaty na terenie archidiecezji posiadają już mężczyzn pełniących tę posługę. Zauważa są w tym dekanacie silny wpływ nauk suspensdowanego ks. Piotra Natanka u wiernych, z których część uczestniczy w odprawianych przez niego Mszach Świętych i nabożeństwach w jego pustelni w Grzechyni. Duchowny ten należy do grona największych krytyków ustanawiania świeckich szafarzy Komunii Świętej.

## Parafie
W skład dekanatu wchodzi 9 parafii oraz 1 ośrodek duszpasterski:
- parafia Matki Bożej Królowej Rodzin – Białka
- parafia Matki Bożej Pocieszenia – Juszczyn
- parafia Matki Bożej Częstochowskiej – Kojszówka-Wieprzec
- parafia Przemienienia Pańskiego – Maków Podhalański
- parafia św. Apostołów Filipa i Jakuba – Osielec
- parafia Matki Bożej Częstochowskiej – Skawica
- parafia św. Klemensa – Zawoja
- parafia Matki Bożej Nieustającej Pomocy – Zawoja Górna
- ośrodek duszpasterski św. Józefa Robotnika – Zawoja Zakamień
- parafia Najświętszego Serca Pana Jezusa – Żarnówka

## Sąsiednie dekanaty
Jabłonka, Jeleśnia (diec. bielsko-żywiecka), Jordanów, Sucha Beskidzka, Sułkowice